# 211 a. C.
El año 211 a. C. fue un año del calendario romano prejuliano. En el Imperio romano se conocía como el año 543 ab urbe condita.

## Acontecimientos

### Cartago
- El general cartaginés Asdrúbal Barca regresa a Hispania después de su victoria sobre los rebeldes númidas. Consigue cambiar el curso de la guerra contra los romanos en Hispania, con los generales romanos Publio Cornelio Escipión y su hermano Cneo Cornelio Escipión Calvo muertos en batallas separadas. Publio muere en el curso superior del Betis (actual Guadalquivir), en la batalla del Betis Superior (Ilorci o Ilurgeia) entre Cartago y la República romana, y Cneo en la tierra interior de Carthago Nova (Cartagena). Las tropas romanas eligen al caballero Lucio Marcio como caudillo.[1] Los cartagineses recuperan todo su territorio al sur del Ebro.
- Aníbal toma Tarento, pero los romanos recuperan Capua, a la que le infligen un severo castigo.[2]

### Grecia
- El comandante romano Marco Valerio Levino explora la posibilidad de una alianza con la Liga etolia pues los etolios están de nuevo preparados para considerar tomar las armas contra su enemigo tradicional, Macedonia. Se firma un tratado para contrarrestar a Filipo V de Macedonia que es aliado de Aníbal. Bajo el tratado, los etolios llevarán a cabo operaciones terrestres y los romanos en el mar. También Roma mantendrá cualquier esclavo y el resto del botín que se tome; Etolia recibirá el control de cualquier conquista territorial.

### República romana
- Consulados de Cneo Fulvio Centumalo Máximo y Publio Sulpicio Galba Máximo en la Antigua Roma.[3]
- Tras la muerte de los Escipiones, a finales del año el Senado romano envió unos 10 000 soldados más bajo el mando de Cayo Claudio Nerón para reforzar el ejército en Hispania.

## Fallecimientos
- Publio Cornelio Escipión, político y militar romano.
- Cneo Cornelio Escipión Calvo, político y militar romano.